# Caius Memmius (poète)
Pour les articles homonymes, voir Caius Memmius.
Caius Memmius (improprement appelé Gemellus, "Le Jumeau"), est un homme politique du dernier siècle de la République romaine, orateur et poète romain, patron de Lucrèce et qui a été en relation avec Catulle.

## Biographie
Au début fervent partisan de Pompée, et tribun de la plèbe en 66 av. J.-C., il attaque en justice le rival de Pompée Lucullus qui revient d'Asie, mais il doit se désister de ses accusations face à Caton le Jeune qui défend Lucullus. 
Comme préteur en 58 av. J.-C. il essaye, de concert avec son homologue Lucius Domitius Ahenobarbus, d’empêcher que soit ratifiée la gestion exercée par Jules César comme consul l'année précédente.
En 57 av. J.-C., il est propréteur en Bithynie, et est accompagné de Catulle.
Il se brouille avec Pompée, et se rapproche de César. En -54, il est candidat au consulat, mais il perd le soutien de César en révélant une transaction scandaleuse dans laquelle lui et son colistier sont impliqués. Condamné pour pratiques illégales lors de l'élection, il se retire à Athènes, et ensuite à Mytilène. Il meurt vers l'an 46 av. J.-C. 
Lucrèce lui a adressé son De rerum natura, et le nomme à onze occasions au cours du poème. D'après Cicéron, il possédait un domaine sur lequel étaient les ruines de la maison d'Épicure, et il avait envisagé de se construire une maison sur le site. Toujours selon l'avis de Cicéron, il possédait les capacités oratoires considérables, mais son mépris pour les lettres latines et sa préférence pour des modèles grecs nuisait à son efficacité d'orateur. Selon Ovide, il était l'auteur de poèmes érotiques.
Caius Memmius, fils de Lucius Memmius, était marié à Cornelia Fausta, fille de Lucius Cornelius Sulla. Ils ont eu au moins un fils, Caius Memmius, consul suffect en 34 av. J.-C.